# 喜棘鼠屬
喜棘鼠屬（學名：Clyomys），哺乳綱嚙齒目棘鼠科的一屬，包括2種。它們的棲息地點主要位於巴西中部以及巴拉圭东部。喜棘鼠屬體重约200 克。它们頭部的皮毛为灰褐色至黑褐色，腹部为淡粉色至白色。

## 下属物种
本属包括以下物种：
- Clyomys bishopi Ávila-Pires & Wutke, 1981
- Clyomys laticeps (Thomas, 1909)
- Clyomys riograndensis Hadler, 2008